# Saint-Christophe, Savoie
Saint-Christophe este o comună în departamentul Savoie din sud-estul Franței. În 2009 avea o populație de 506 de locuitori.

## Evoluția populației
| An        | 1975 | 1982 | 1990 | 1999 | 2006 | 2009 |
| --------- | ---- | ---- | ---- | ---- | ---- | ---- |
| Populație | 344  | 354  | 385  | 442  | 485  | 506  |